# Цане Андреевски
Цане Андреевски (на македонска литературна норма: Цане Андреевски) е поет и детски писател от Северна Македония.

## Биография
Роден е в 1930 година в град Кратово. Завършва Философския факултет на Скопския университет. Работи като журналист и редактор в Радио Скопие. Член е на редакцията на списанието „Разгледи“. Член е на Дружеството на писателите на Македония от 1957 година. Носител е на наградите „Кочо Рацин“ и „РТВ Скопие“ на Стружките вечери на поезията.

## Творчество
- Сончева порака (поезия за деца, 1951)
- Јаготки (разкази за деца, 1955)
- Добрина (поезия, 1956)
- Што има ново (поезия за деца, 1959)
- Свечености (поезия, 1964)
- Сребрен поток (поезия, 1969)
- Планета со петел (поезия за деца, 1976)
- Македонска љубовна лирика (антология, 1979)
- Врски (поезия, 1982)
- Нашите први учители (повест за деца, 1982)
- Остануваме на Ножот (повест за деца, 1984)
- Шинато уво (поезия за деца, 1989)
- Дарби (приказки за деца, 1990)
- Разговори со Конески (разговори, 1991)
- Белата мечка, синиот кит и другите (поезия и проза за деца, 1998)